# Harry Liedtke
Harry Liedtke (Königsberg, 12 ottobre 1882 – Bad Saarow, 28 aprile 1945) è stato un attore tedesco.

## Biografia
Settimo di dodici figli di un commerciante, alla morte del padre nel 1896 crebbe in un orfanotrofio. Studiò al gymnasium e lavorò poi come commerciante di generi alimentari coloniali.
Liedtke conobbe il direttore del Teatro Reale di Berlino, che lo portò a frequentare lezioni di recitazione. Debuttò sulle scene al teatro di Freiberg e poi recitò in altri teatri. Nel 1908 lavorò al New German Theatre di New York, e nel 1909 al Deutsches Theater berlinese. In seguito fu attivo al Nationaltheater di Mannheim e al Königsstädtisches Theater di Berlino.
Esordì nel cinema nel 1912 con un piccolo ruolo in un film dal titolo Die Rache ist mein. I suoi ruoli furono soprattutto quelli di giovane incantatore e di gentiluomo. Dal 1916 iniziò ad interpretare ruoli di maggior rilievo, dapprima film di genere poliziesco e poi commedie, come L'allegra prigione (1917), Gli occhi della mummia (1918), Sangue gitano (1918), La principessa delle ostriche (1919), Madame du Barry (1919), Sumurun (1920), Theonis, la donna dei faraoni (1922).
Liedtke divenne molto popolare soprattutto nella seconda metà degli anni venti, con pellicole di successo dell'epoca muta, come ad esempio, nel 1928 con Il bacillo dell'amore dove fu protagonista accanto a Marlene Dietrich.
Nel cinema sonoro Liedtke non ebbe le stesse fortune avute nel muto, anche a causa dell'età interpretò ruoli sempre più marginali. Ebbe però dei ruoli da protagonista nei film Sophienlund (1943) di Heinz Rühmann e Das Konzert (1944) di Paul Verhoeven.
La sua prima moglie fu Hanne Schutt. Dal 1920 al 1928 Liedtke fu sposato con l'attrice Käthe Dorsch.
Dopo l'occupazione di Bad Saarow da parte dell'Armata Rossa il 28 aprile 1945, per proteggere la terza moglie, l'attrice Christa Tordy, fronteggiò i soldati sovietici che volevano violentarla. Il fatto costò la vita a Liedtke che venne ucciso da uno dei militari con una bottiglia di birra.

## Filmografia

### Attore

#### 1912
- Die Rache ist mein (1912)
- Zu spät, regia di Carl Froelich (1912)

#### 1913
- Harry Raupach (1913)
- Eva, regia di Curt A. Stark (1913)
- Der wankende Glaube, regia di Curt A. Stark (1913)

#### 1914
- Schuldig, regia di Hans Oberländer (1914)

#### 1915
- Er soll dein Herr sein oder - In der eigenen Schlinge gefangen, regia di Rudolf Del Zopp (1915)
- Der Krieg brachte Frieden (1915)
- Die Tat von damals, regia di William Kahn (1915)

#### 1916
- Der Amateur, regia di Ernst Reicher (1916)
- Liebe und List, regia di Rudolf Del Zopp (1916)
- Die Einsame Frau, regia di Rudolf Del Zopp (1916)
- Des Guten zuviel, regia di Rudolf Del Zopp (1916)
- Die Verschollene, regia di Fred Sauer (1916)
- Wie ich Detektiv wurde, regia di Joe May (1916)
- Börse und Adel , regia di Felix Basch (1916)
- Tenente per ordini superiori (Leutnant auf Befehl), regia di Danny Kaden (1916)
- Das rätselhafte Inserat, regia di Karl Gerhardt, Joe May (1916)
- Die Laune einer Modekönigin, regia di Felix Basch (1916)
- Die bleiche Renate (1916)
- Das Bild der Ahnfrau, regia di Hubert Moest (1916)
- Arme Eva Maria, regia di Joe May (1916)

#### 1917
- Lulu, regia di Alexander Antalffy (1917)
- Die Hochzeit im Excentricclub, regia di Joe May (1917)
- Das Geheimnis der leeren Wasserflasche, regia di Joe May (1917)
- L'allegra prigione (Das fidele Gefängnis), regia di Ernst Lubitsch  (1917)
- Prima Vera, regia di Paul Leni (1917)
- Dornröschen, regia di Paul Leni (1917)

#### 1918
- Die blaue Mauritius, regia di Viggo Larsen (1918)
- Das Rätsel von Bangalor, regia di Alexander Antalffy e Paul Leni (1918)
- Il cavaliere del toboga (Der Rodelkavalier), regia di Ernst Lubitsch (1918)
- Das Opfer, regia di Joe May (1918)
- Der Flieger von Goerz, regia di Georg Jacoby (1918)
- Gli occhi della mummia (Die Augen der Mumie Ma), regia di Ernst Lubitsch  (1918)
- La tessera gialla (Der gelbe Schein), regia di Paul L. Stein, Eugen Illés e Victor Janson (1918)
- La ragazza del balletto (Das Mädel vom Ballet), regia di Ernst Lubitsch  (1918)
- Sangue gitano (Carmen), regia di Ernst Lubitsch  (1918)

#### 1919
- The Last Payment, regia di Georg Jacoby (1919)
- Retter der Menschheit, regia di Franz Mehlitz e Carl Neisser (1919)
- Rebellenliebe, regia di Karl Heiland (1919)
- Mistero inesplicabile (Im Schatten des Geldes), regia di Paul L. Stein (1919)
- Der Tempelräuber, regia di Karl Heiland (1919)
- Segreta passione (Irrungen), regia di Rudolf Biebrach (1919)
- Moral und Sinnlichkeit, regia di Georg Jacoby (1919)
- La principessa delle ostriche (Die Austernprinzessin), regia di Ernst Lubitsch  (1919)
- Kreuzigt sie!, regia di Georg Jacoby (1919)
- Die Tochter des Mehemed, regia di Alfred Halm (1919)
- Vendetta, regia di Georg Jacoby (1919)
- Madame du Barry (Madame Dubarry), regia di Ernst Lubitsch  (1919)
- Contessa Doddy (Komtesse Doddy), regia di Georg Jacoby (1919)

#### 1920
- So ein Mädel, regia di Urban Gad (1920)
- La danzatrice Barberina (Die Tänzerin Barberina), regia di Carl Boese (1920)
- Vendetta indiana (Indische Rache), regia di Georg Jacoby e Léo Lasko (1920)
- Das einsame Wrack, regia di Karl Heiland (1920)
- Der Schauspieler der Herzogin, regia di Paul L. Stein (1920)
- Der Gefangene, regia di Carl Heinz Wolff (1920)
- Sumurun, regia di Ernst Lubitsch  (1920)

#### 1921
- Mein Mann - Der Nachtredakteur, regia di Urban Gad (1921)
- Der Mann ohne Namen - 1. Der Millionendieb , regia di Georg Jacoby (1921)
- Der Mann ohne Namen - 2. Der Kaiser der Sahara, regia di Georg Jacoby (1921)
- Der Mann ohne Namen - 4. Die goldene Flut, regia di Georg Jacoby (1921)
- Der Mann ohne Namen - 5. Der Mann mit den eisernen Nerven, regia di Georg Jacoby (1921)
- Der Mann ohne Namen - 6. Der Sprung über den Schatten, regia di Georg Jacoby (1921)
- Der Mann ohne Namen - 7. Gelbe Bestien, regia di Georg Jacoby (1921)
- Die Sünden der Mutter, regia di Georg Jacoby (1921)

#### 1922
- Theonis, la donna dei faraoni (Das Weib des Pharao), regia di Ernst Lubitsch (1922)

#### 1923
- Der Seeteufel, 1. Teil, regia di Karl Heiland (1923)
- Der Seeteufel, 2. Teil, regia di Karl Heiland (1923)
- Die Fledermaus, regia di Max Mack (1923)
- Nell'anticamera del matrimonio (So sind die Männer), regia di Georg Jacoby (1923)
- Die Liebe einer Königin, regia di Ludwig Wolff (1923)
- Der Kaufmann von Venedig, regia di Peter Paul Felner (1923)

#### 1924
- Finanze del granduca (Die Finanzen des Großherzogs), regia di Friedrich Wilhelm Murnau (1924)
- Nanon, regia di Hanns Schwarz (1924)
- Die Hermannschlacht, regia di Leo König (1924)
- Ein Traum vom Glück, regia di Paul L. Stein (1924)
- Oriente (Orient), regia di Gennaro Righelli (1924)
- Muß die Frau Mutter werden?, regia di Georg Jacoby e Hans-Otto Löwenstein (1924)

#### 1925
- Die Puppenkönigin, regia di Gennaro Righelli (1925)
- Die Insel der Träume, regia di Paul L. Stein (1925)
- Um Recht und Ehre, regia di Richard Löwenbein (1925)
- Liebe und Trompetenblasen, regia di Richard Eichberg (1925)
- Gräfin Mariza, regia di Hans Steinhoff (1925)
- Die Frau für 24 Stunden, regia di Reinhold Schünzel (1925)

#### 1926
- Der Mann ohne Schlaf, regia di Carl Boese (1926)
- Der Abenteurer, regia di Rudolf Walther-Fein (1926)
- Die Försterchristel, regia di Frederic Zelnik (1926)
- Die Wiskottens, regia di Arthur Bergen (1926)
- An der schönen blauen Donau, regia di Frederic Zelnik (1926)
- Der Veilchenfresser, regia di Frederic Zelnik (1926)
- Kreuzzug des Weibes, regia di Martin Berger (1926)
- Der Feldherrnhügel, regia di Hans-Otto Löwenstein e Erich Schönfelder (1926)
- Das Mädel auf der Schaukel, regia di Felix Basch (1926)
- Die Welt will belogen sein, regia di Peter Paul Felner (1926)
- Die lachende Grille, regia di Friedrich Zelnik (1926)
- La signora che non vuole bambini (Madame wünscht keine Kinder), regia di Alexander Korda (1926)
- Nixchen, regia di Kurt Blachy (1926)
- Eine tolle Nacht, regia di Richard Oswald (1926)

#### 1927
- Faschingszauber, regia di Rudolf Walther-Fein, Rudolf Dworsky (1927)
- Die Geliebte, regia di Robert Wiene (1927)
- Der Soldat der Marie, regia di Erich Schönfelder (1927)
- Durchlaucht Radieschen, regia di Richard Eichberg (1927)
- The Queen Was in the Parlour, regia di Graham Cutts (1927)
- Regine, die Tragödie einer Frau, regia di Erich Waschneck (1927)
- Das Fürstenkind, regia di Jacob Fleck, Luise Fleck (1927)
- Das Heiratsnest
- Die rollende Kugel, regia di Erich Schönfelder (1927)
- Ein Mädel aus dem Volke
- Una donna a Montecarlo (Das Schicksal einer Nacht), regia di Erich Schönfelder (1927)
- Wochenendzauber
- Der Bettelstudent, regia di Jacob Fleck e Luise Fleck (1927)
- Die Spielerin, regia di Graham Cutts (1927)

#### 1928
- Dragonerliebchen, regia di Rudolf Walther-Fein (1928)
- Amor auf Ski, regia di Rolf Randolf (1928)
- Robert und Bertram, regia di Rudolf Walther-Fein (1928)
- Mein Freund Harry, regia di Max Obal, Rudolf Walther-Fein (1928)
- Das Spiel mit der Liebe, regia di Victor Janson (1928)
- Cuori in fiamme (Der moderne Casanova), regia di Max Obal (1928)
- Der Faschingsprinz, regia di Rudolf Walther-Fein (1928)
- Der Herzensphotograph, regi di Max Reichmann (1928)
- Il bacillo dell'amore (Ich küsse Ihre Hand, Madame), regia di Robert Land (1928)

#### 1929
- La principessa del circo (Die Zirkusprinzessin), regia di Victor Janson (1929)
- Der Held aller Mädchensträume, regia di Robert Land (1929)
- Der lustige Witwer, regia di Robert Land (1929)
- Großstadtjugend, regia di Rudolf Walther-Fein (1929)
- Der schwarze Domino, regia di Victor Janson (1929)
- Vater und Sohn, regia di Géza von Bolváry (1929)
- Die Konkurrenz platzt, regia di Max Obal, Rudolf Walther-Fein (1929)

#### 1930
- Sparviero azzurro (Der Erzieher meiner Tochter), regia di Géza von Bolváry (1930)
- Donauwalzer, regia di Victor Janson (1930)
- Baldoria (Delikatessen), regia di Géza von Bolváry (1930)
- O Mädchen, mein Mädchen, wie lieb' ich Dich!, regia di Carl Boese, Rudolf Walther-Fein (1930)
- Il capitano di corvetta (Der Korvettenkapitän), regia di Rudolf Walther-Fein (1930)
- Der keusche Josef, regia di Georg Jacoby (1930)

#### 1931
- Der Liebesarzt, regia di Erich Schönfelder (1931)
- Mai più l'amore (Nie wieder Liebe), regia di Anatole Litvak (1931)

#### 1932
- Liebe in Uniform, regia di Georg Jacoby (1932)

#### 1933
- Wenn am Sonntagabend die Dorfmusik spielt, regia di Charles Klein (1933)
- Der Page vom Dalmasse-Hotel, regia di Victor Janson (1933)

#### 1934
- Zwischen zwei Herzen, regia di Herbert Selpin (1934)

#### 1935
- La donna del mio cuore (Liebensleute), regia di Erich Waschneck (1935)

#### 1936
- Oro nero (Stadt Anatol), regia di Viktor Tourjansky (1936)

#### 1937
- Gefährliches Spiel, regia di Erich Engel (1937)

#### 1938
- Preußische Liebesgeschichte, regia di Paul Martin (1938)

#### Anni quaranta
- Quax, der Bruchpilot, regia di Kurt Hoffmann (1941)
- Sophienlund, regia di Heinz Rühmann (1943)
- Der Majoratsherr, regia di Hans Deppe (1943)
- Das Konzert, regia di Paul Verhoeven (1944)

### Film o documentari dove appare Harry Liedtke
- Der Film im Film, regia di Friedrich Porges - documentario (1925)
- Rund um die Liebe, regia di Oskar Kalbus - filmati di repertorio (1929)
- Die große Sehnsucht, regia di Steve Sekely (come Stefan Szekely) (1930)
- Brillano le stelle (Es leuchten die Sterne), regia di Hans H. Zerlett (1938)
- Life Is a Dream in Cinema: Pola Negri, regia di Mariusz Kotowski - documentario (2006)